# Sally Julini
Sally Julini, née le 1er janvier 2003 à Carouge en Suisse, est une footballeuse suisse évoluant au poste de milieu de terrain.

## Biographie

### Carrière en club
Sally Julini rejoint le centre national de formation suisse à Bienne à 12 ans. Elle évolue ensuite avec les équipes de jeunes masculines du Meyrin FC, puis les U15 du Servette FCCF, avant de rejoindre l'Olympique lyonnais en 2019.
Elle joue son premier match de D1 le 2 octobre 2020 face à Fleury, puis son premier match de Ligue des Champions le 15 décembre 2020 face à la Juventus. Elle marque son premier but le 16 octobre 2021 face à Montpellier. Elle signe une prolongation de contrat de 2 ans avec Lyon soit jusqu’au 30 juin 2024. Dans la foulée, le 4 janvier 2022 elle est prêtée a l’En avant Guingamp par l’OL jusqu’à la fin de la saison.
À la fin de son contrat avec Lyon, après une saison blanche en 2023-2024, elle quitte le club et annonce la naissance de son fils.

### Carrière en sélection
Après avoir été régulièrement participé à des stages avec les sélections de jeunes de l'équipe de France, elle opte finalement pour la Suisse et est appelée pour la première fois pour le barrage aller de l'Euro 2022 face à la Tchéquie.

## Palmarès

### En club
Olympique lyonnais
- Vainqueur de la Ligue des champions en 2022